# Agathis longipalpa
Agathis longipalpa är en stekelart som först beskrevs av Cresson 1865.  Agathis longipalpa ingår i släktet Agathis och familjen bracksteklar. Inga underarter finns listade i Catalogue of Life.